# Nelsonville (Ohio)
Nelsonville è un comune degli Stati Uniti d'America nella contea di Athens nell'Ohio. È situato nella parte nordoccidentale della contea. La sua popolazione, secondo il censimento dell'United States Census Bureau dell'anno 2000 è di 5.230 abitanti.
Nella località, che ha dato i natali all'attrice cinematografica Sarah Jessica Parker, ha sede l'Hocking College.